# Commonwealth Games 2010/Bowls
Bei den Commonwealth Games 2010 im indischen Neu-Delhi fanden im Bowls sechs Wettbewerbe, je drei für Männer und Frauen, statt.
Austragungsort war der Jawaharlal Nehru Sports Complex.

## Männer

### Einer
| Platz | Land | Sportler   |
| ----- | ---- | ---------- |
| 1     | WAL  | Rob Weale  |
| 2     | AUS  | Leif Selby |
| 3     | NIR  | Gary Kelly |

Datum: 13. Oktober 2010, 19:30 Uhr

### Doppel
| Platz | Land | Sportler                           |
| ----- | ---- | ---------------------------------- |
| 1     | RSA  | Shaun Addinall Gerald Baker        |
| 2     | ENG  | Stuart Airey Merv King             |
| 3     | MAS  | Khairul Abd Kadir Fairul Abd Kadir |

Finale: 11. Oktober 2010, 16:00 Uhr

### Dreier
| Platz | Land | Sportler                                       |
| ----- | ---- | ---------------------------------------------- |
| 1     | RSA  | Johann du Plessis Wayne Perry Gidion Vermeulen |
| 2     | AUS  | Mark Casey Wayne Turley Brett Wilkie           |
| 3     | ENG  | Mark Bantock Rob Newman Graham Shadwell        |

Finale: 10. Oktober 2010, 19:30 Uhr

## Frauen

### Einer
| Platz | Land | Sportlerin      |
| ----- | ---- | --------------- |
| 1     | ENG  | Natalie Melmore |
| 2     | NZL  | Val Smith       |
| 3     | AUS  | Kelsey Cottrell |

Datum: 13. Oktober 2010, 16:00 Uhr

### Doppel
| Platz | Land | Sportlerinnen                 |
| ----- | ---- | ----------------------------- |
| 1     | ENG  | Ellen Falkner Amy Monkhouse   |
| 2     | MAS  | Nor Hj. Ismail Zuraini Khalid |
| 3     | WAL  | Anwen Butten Hannah Smith     |

Finale: 11. Oktober 2010, 19:30 Uhr

### Dreier
| Platz | Land | Sportlerinnen                             |
| ----- | ---- | ----------------------------------------- |
| 1     | RSA  | Tracy-Lee Botha Susanna Nel Susanna Steyn |
| 2     | AUS  | Claire Duke Julie Keegan Sharyn Renshaw   |
| 3     | ENG  | Sian Gordon Sandy Hazell Jamie-Lea Winch  |

Finale: 10. Oktober 2010, 19:30 Uhr

## Medaillenspiegel
| Platz | Land       | Gold | Silber | Bronze | Gesamt |
| ----- | ---------- | ---- | ------ | ------ | ------ |
| 1     | Südafrika  | 3    | -      | -      | 3      |
| 2     | England    | 2    | 1      | 2      | 5      |
| 3     | Wales      | 1    | -      | 1      | 2      |
| 4     | Australien | -    | 3      | 1      | 4      |
| 5     | Malaysia   | -    | 1      | 1      | 2      |
| 6     | Neuseeland | -    | 1      | -      | 1      |
| 7     | Nordirland | -    | -      | 1      | 1      |